# Atelopus nahumae
Atelopus nahumae is een kikker uit de familie padden (Bufonidae) en het geslacht klompvoetkikkers (Atelopus). De soort werd voor het eerst wetenschappelijk beschreven door Pedro Miguel Ruíz-Carranza, Maria Cristina Ardila-Robayo en Jorge Ignacio Hernández-Camacho in 1994. Omdat de soort pas sinds recentelijk is beschreven wordt de kikker in veel literatuur nog niet vermeld.
Atelopus nahumae leeft in delen van Zuid-Amerika en komt endemisch voor in de Sierra Nevada de Santa Marta in Colombia. De kikker is bekend van een hoogte van 1900 tot 2800 meter boven zeeniveau. De soort komt in een relatief klein gebied voor en is hierdoor kwetsbaar. Door de internationale natuurbeschermingsorganisatie IUCN wordt de soort beschouwd als 'Kritiek'.
Atelopus nahumae werd aanvankelijk voor het laatst gezien in 1992. In 2006 werd de soort herontdekt in een natuurgebied.